# الدوري التشيلي لكرة القدم 1980
الدوري التشيلي لكرة القدم 1980 (بالإسبانية: Primera División de Chile 1980)‏ هو الموسم 48 من الدوري التشيلي لكرة القدم. كان عدد الأندية المشاركة فيه 18، وفاز فيه نادي كوبريلوا.